# 電送人バルバー
『電送人バルバー』（でんそうじんバルバー）は、永井豪による日本の漫画作品、及び主人公の変身後のヒーローの名称。講談社の『テレビマガジン』にて1977年4月号から10月号まで連載された。異星人文明同士の戦いにギリシャ神話の謎を絡めて超科学文明で生まれた「電送人」の悪との戦いを描く。

## ストーリー
小学生の火花英児は、父親の仕事で山奥の小学校に転校してきた。そこには、「天魔山には登ってはいけない」、という言い伝えがあった。好奇心を刺激された英児は、クラスメイトの若草ポニー、平賀源と共に天魔山に登る。
その中には、宇宙船パンドーラが隠されていた。地球より優れた科学力を持つ、エンゼル星の宇宙船である。一瞬で全裸にされたことに驚く英児らの前に、天使に良く似たエンゼル星人が現れる。
エンゼル星人によれば、かつて（原始時代）、パンドーラはデモス星人の邪悪な精神を太陽で消滅させるため、太陽系を訪れた。だが、優しすぎるオーロラ姫は任務を遂行できず、デモス星人の精神を地球に放ってしまった（そのため、良心しか持たなかった原始人に悪の心が宿り、人類の歴史は戦いの歴史となった）。その罰として、オーロラ姫は永遠の眠りにつき、悪人が悪事を働く度に、それが苦痛を伴う悪夢となってうなされることになる。
エンゼル星人の話を聞いた英児らは、オーロラ姫を苦痛から救うことを決意。英児は超兵器・バルーと合体し、電送人バルバーとなって悪と戦う。

## キャラクター、メカニックなど
山の中小学校、山ノ中駐在所、大学生、女子高生、中学生は原文ママ。いわゆるキッズコミック部類の為にひらがなやカタカナを多用し、漢字が用いられる場合は全てにルビが振られる。なお、火花家は一家でこの名前を間違えられているらしく、赴任して来る新任駐在の噂話をしていた村人からも、「花火とかなんとか」と言われている。
火花英児
11歳の自称「夢もチボウもねぇ」小学生。4人姉弟の末っ子で長男。よく名前を「花火」と間違えられている。
東京から「山の中小学校」に転校してきた。都会に慣れた姉らは不平を言うが、英児は楽しんでいる。
一人称は「オイラ」。好奇心が旺盛で、行動力と正義感も強い。後述の物凄い実力者の姉3人にいじめを受け続けた結果、メンタルが図太く強くなった、いわゆる「心臓に毛が生えている」タイプ。
オーロラ姫を救うため、バルーと合体し、電送人バルバーとなる。
電送人バルバー
英児が電送装置により分子レベルでバルーと合体した姿。外見は青年相当に成長し、全身に虎縞模様が付く。
体力、スピードなどが強化される他、バルーに内蔵された武器を使用できる。飛行能力もあり、能力は無限とエンゼルより説明されている。
バルバーに殴られた相手は、悪の心が消滅する。
バルー
虎に似た外見を持つ。高度な科学で創り出されており、機械よりも生物に近い。
ミサイルの他鋭い刃物も収納されており、武器の集合体とエンゼルより説明されている。
若草ポニー
英児のクラスメイト。ポニーテールの女子。名前も子馬（ポニー）から取られている上に乗馬も得意。また、馬で乗り回している為に周辺地理にも詳しい。
一人称は「あたし」。源と同じく村の子で実家は馬の牧場を経営している。
パンドーラの中では、スクリーンの操作を担当。
平賀源
英児のクラスメイト。小太りで眼鏡をかけている。大食漢。
一人称は「オラ」で語尾に「だす」を付けるのが口癖。英児を「花火クン」と呼ぶ。ポニーと同じく村の子。
三人組の中では知識が豊富で頭脳明晰。パンドーラの中では、ポニーと同じくスクリーンの操作を担当。
オーロラ姫
ミュール星人の美女。
デモス星人の精神を太陽で焼き尽くす使命を帯びていたが、遂行できず、地球にデモスの精神を放ってしまう。
地球人に悪の心を宿させた罰として、「眠りの中で、悪夢にうなされる」という刑を受ける。苦痛が酷いと死んでしまうこともある。
エンゼル
エンゼル星人。翼が生えており、天使に似た外見（女性）。
英児らにパンドーラやオーロラ姫の説明をした後、姿を消している。なぜいなくなったのか、具体的な説明はない。
パンドーラ
ドラゴン型の宇宙船。恒星間航行能力を有する。悪人を遮る「ひかりのバリア」で守られている為に「こころのきれいなひと」のみが搭乗可能。目は超可塑弾性の透明素材で外へ出られる位伸びる。搭乗装置の関係でコクピット内では英児達乗員の衣服が消えてしまう。
火花鈍八
英児の父。38歳の警察官。
山ノ中駐在所に家族を連れて赴任してきた。任期は10年と予想しており、その事に娘らは不満を抱いている。
妻は英児を産んでまもなく死亡している。
第1話終盤、赴任早々泥門博士と接触しているが、泥門からは宇宙船パンドーラの事をはぐらかされてしまう。
火花リッキー
英児の姉（長女）。18歳の大学生。
一人称は「アタイ」。スポーツ万能で、怪力無双。英児いわく「メスコング」。
- リッキーは、永井豪の持ちキャラとして、複数の作品に登場する（『手天童子』、『バイオレンスジャック』など）。

火花ジュン
英児の姉（次女）。16歳の女子高生。
一人称は「私」。剣道と生け花を少々嗜んでいる。英児いわく「魔女」。
火花ユリ
英児の姉（三女）。13歳の中学生。
一人称は「アタシ」。空手の認定は一級だが、自称「実力二段」。英児いわく「女ドラゴン」。
- 弁天ユリ（『イヤハヤ南友』）がオリジナル（『永井豪キャラクター図鑑』P88による）。

泥門博士
ザウルス戦車、超ロボット（巨大ロボット）ボルガスDなどを発明。バルバーの前に立ちはだかる。
パンドーラの事が書かれていた書物を持っていた。その正体などは不明。
第1話の終盤、鈍八らが宇宙船パンドーラの事の存在を確認した際、訝しがる鈍八を上手くはぐらかしかわしている。

## コミックス
講談社版
1987年、『永井豪SF傑作集』の第2集として発売。
併録は、『UFOから来た少年ムー』、『大仮面』、『ウスラセブン』、『ガリキュラろぼちゃ～ド・キーン』。
大都社版
2000年、『ガルラ』に併録されて発売された（全1巻）。